# Abu Ghurayb-fängelset

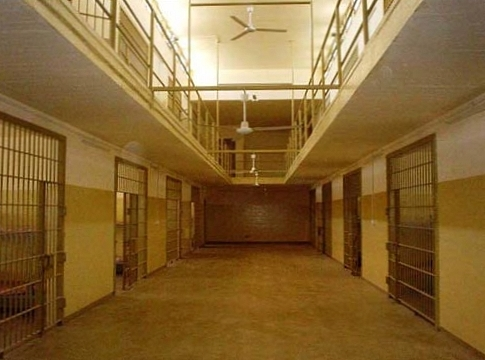
Abu Ghurayb

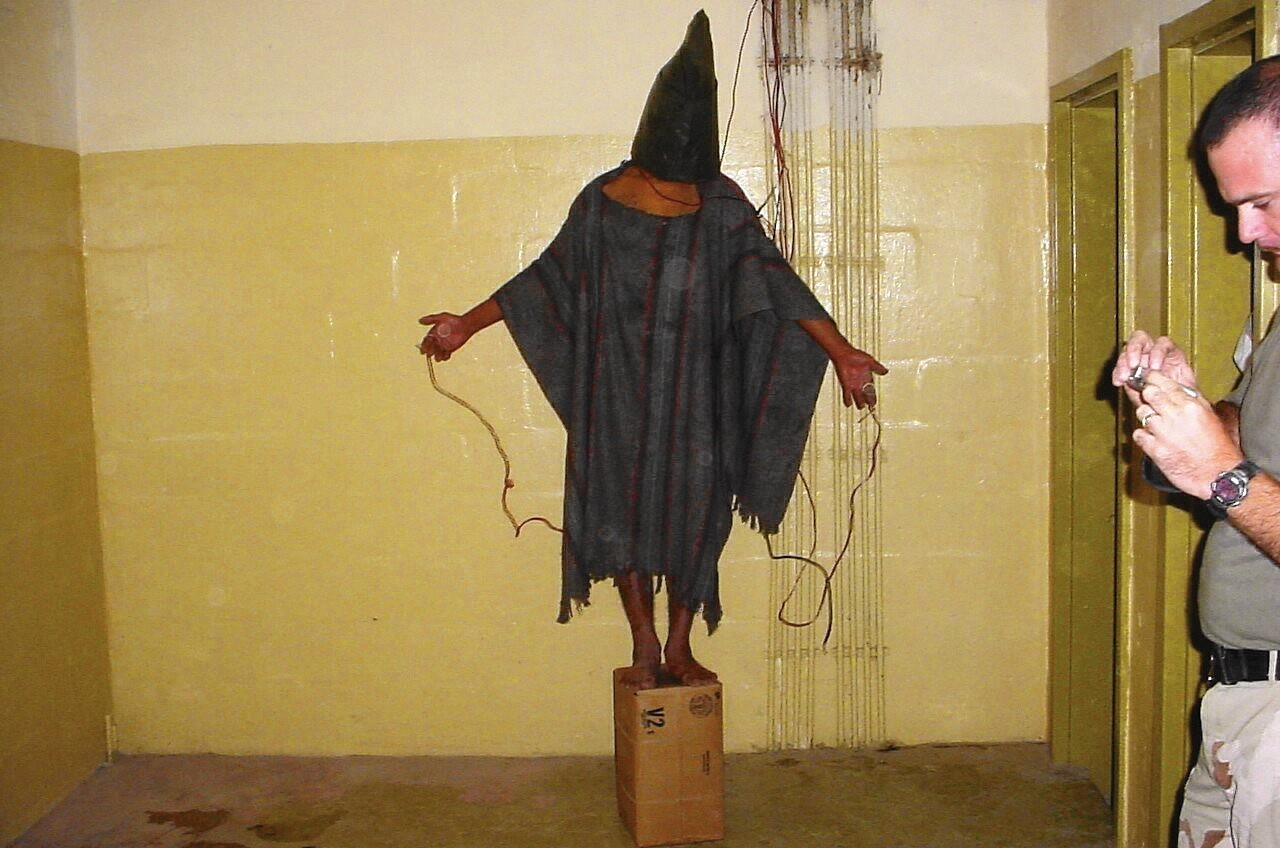
De ökända bilderna av fångtortyren i Abu Ghraib-fängelset börjar spridas över världen den 29 april 2004.

Abu Ghurayb-fängelset (Abu Ghraib enligt engelsk transkribering), numera Bagdads centralfängelse, ligger i staden Abu Ghurayb i Irak, cirka 30 km väster om huvudstaden Bagdad. 
Under Saddam Husseins diktatur fram till USA:s invasion av Irak användes fängelset som en förhörscentral, beryktat för tortyr och avrättningar. 

## Under USA:s ockupation av Irak
Under ockupationen av Irak blev fängelset internationellt känt, när flera fotografier publicerades som visade amerikansk tortyr av irakiska fångar. Dessa fotografier dök upp i mediavärlden den 29 april 2004 och blev mycket besvärande för den amerikanska regeringen och militären. Utredningar inleddes som så småningom resulterade i att några militära fångvaktare, bland annat Lynndie England och Charles Graner, dömdes till fängelse.
I februari 2009 öppnades fängelset åter efter att ha varit stängt under flera år.